# Miłorad
Miłorad – staropolskie imię męskie złożone z członów Miło- ("miły") i -rad ("być zadowolonym, chętnym, cieszyć się").
Miłorad imieniny obchodzi 9 sierpnia.